# جبريل ستان
جبريل ستان (بالرومانية: Gabriel Stan)‏ هو لاعب كرة قدم ومدرب كرة قدم روماني، ولد في 25 يونيو 1952. شارك مع منتخب رومانيا تحت 21 سنة لكرة القدم ومنتخب رومانيا لكرة القدم. أما مع النوادي، فقد لعب مع Chimia Râmnicu Vâlcea ‏.

## وصلات خارجية
- جبريل ستان على موقع قاعدة بيانات كرة القدم.إي يو (الإنجليزية)